# Aeroportul Torres
Aeroportul Torres (IATA: TOH, ICAO: NVSD) este un aeroport din Torba⁠(d), Vanuatu ce deservește zona Torres Islands⁠(d).
Situat la o altitudine de 16 m, aeroportul dispune de o singură pistă.